# قرار مجلس الأمن التابع للأمم المتحدة رقم 371
قرار مجلس الأمن التابع للأمم المتحدة رقم 371، الذي اعتمد في 24 يوليو 1975، واذ يستذكر البيانات الصادرة عن مسؤولي جمهورية مصر العربية وتقرير الأمين العام بشأن قوة الطوارئ التابعة للأمم المتحدة، أعرب المجلس عن قلقه إزاء عدم إحراز تقدم باتجاه سلام دائم في الشرق الأوسط.
ثم دعا المجلس جميع الأطراف المعنية إلى تنفيذ القرار 338، وجدد ولاية قوة الطوارئ لمدة ثلاثة أشهر أخرى حتي 24 أكتوبر 1975، وطلب إلى الأمين العام أن يقدم تقريرًا عن أي تقدم بشأن الحالة قبل انقضاء الولاية الجديدة.
واعتمد القرار بأغلبية 13 صوتًا؛ ولم تشارك الصين و‌العراق في التصويت.